# Arcybiskupi Nowego Jorku
Arcybiskupi Nowego Jorku – zwierzchnicy jednostki terytorialnej wyższej administracji kościelnej z siedzibą w Nowym Jorku. Diecezja nowojorska powstała 8 kwietnia 1808 roku. Do rangi archidiecezji podniesiona 19 lipca 1850. Według stanu z 2004 roku posiada 2,5 mln wiernych.

## Biskupi i arcybiskupi Nowego Jorku
- Richard Luke Concanen OP (1808–1810)
- John Connolly OP (1814–1825)
- John Dubois PSS (1826–1842)
- John Joseph Hughes (1842–1864)
- John McCloskey (1864–1885) kardynał
- Michael Corrigan (1885–1902)
- John Murphy Farley (1902–1918) kardynał
- Patrick Joseph Hayes (1919–1938) kardynał
- Francis Spellman (1939–1967) kardynał
- Terence Cooke (1968–1983) kardynał
- John O’Connor (1984–2000) kardynał
- Edward Egan (2000–2009) kardynał
- Timothy Dolan (2009–) kardynał